# تاتیانا کورباکووا
تاتیانا کورباکووا (روسی: Татьяна Сергеевна Курбакова؛ زادهٔ ۷ اوت ۱۹۸۶) ژیمناست ریتمیک اهل روسیه است.
وی همچنین برندهٔ جوایزی همچون نشان دوستی شده‌است.